# Cheval en Arabie saoudite
En Arabie saoudite, le cheval est très présent dans la culture et les pratiques sportives. Le pays a pris une place importante dans l'équitation de compétition, en particulier le saut d'obstacles, grâce à des cavaliers comme Abdullah al-Sharbatly, qui ont décroché plusieurs médailles olympiques depuis le début du XXIe siècle.

## Histoire

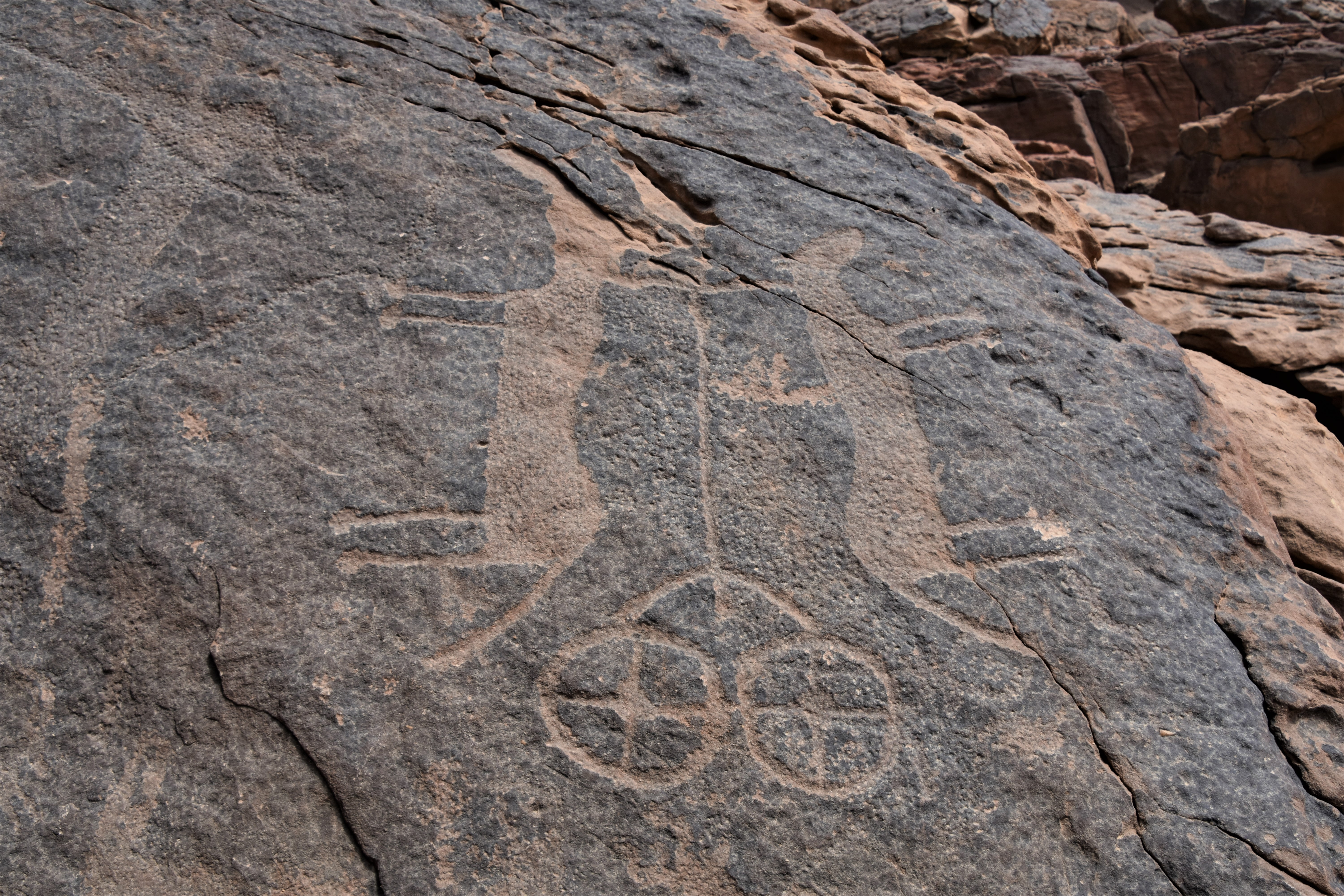
Pétroglyphe de deux chevaux tirant une charrette, à un site d'art rupestre de Jubbah, vers 1500 ans av. J.-C.

Ce qui semble être des traces de bride découvertes en 2011 sur une représentation d'équidé a vu la naissance d'une théorie de domestication du cheval 7 000 ans av. J.-C. près d’Abha dans la province d'Asir. D'après les archéologues saoudiens, la civilisation al-Maqar serait très avancée durant la période néolithique, notamment par son artisanat et ses représentations artistiques, incluant un buste d'équidé haut d'un mètre,. Cette découverte, médiatisée mais à laquelle les spécialistes accordent peu de crédit, demande de sérieuses études complémentaires.

## Investissements

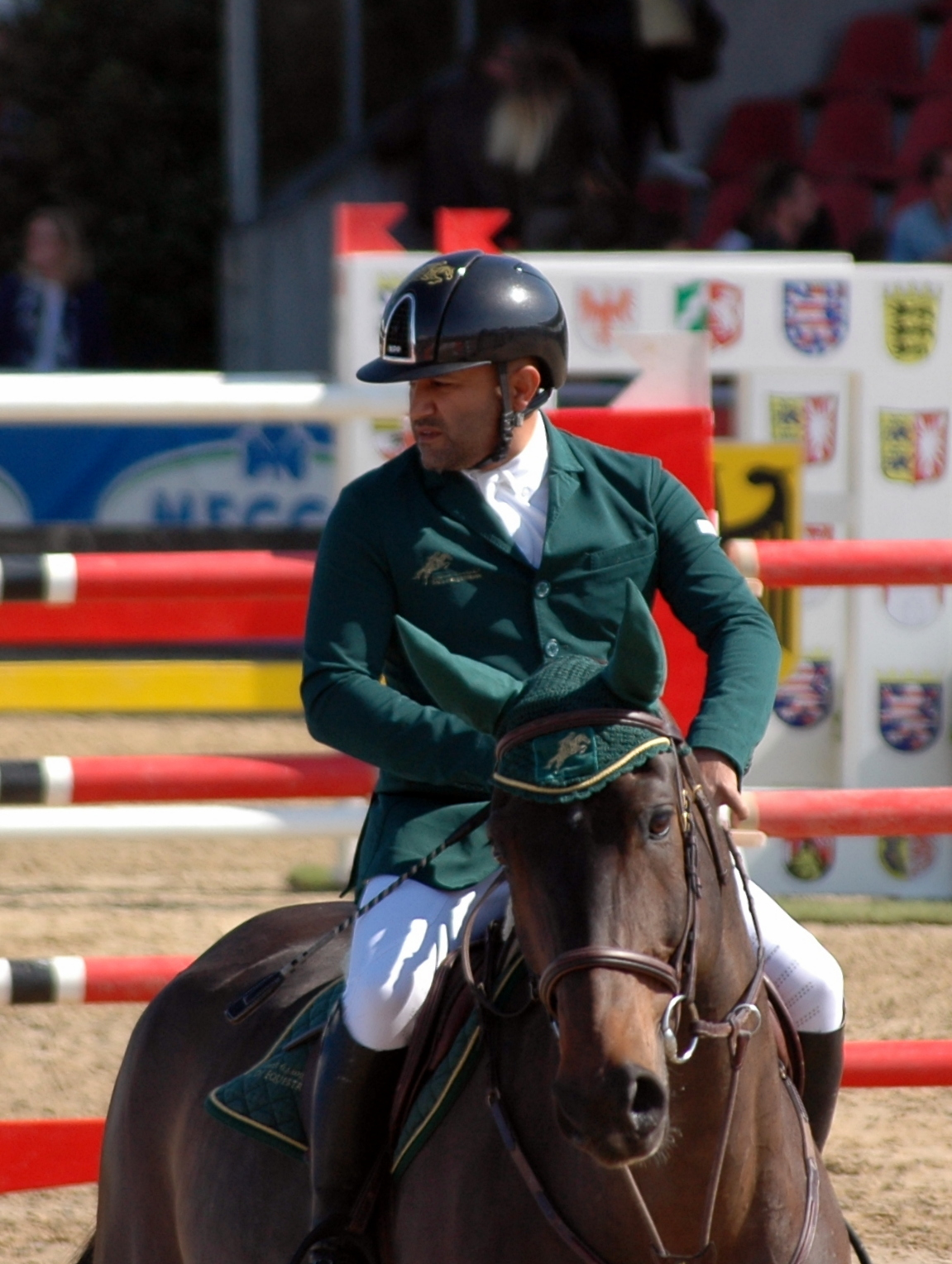
Le cavalier saoudien Ramzy al-Duhami en selle sur Al Capone, ici lors du 51. Maimarkt-Turnier, en Allemagne.

La famille royale saoudienne est particulièrement active dans le milieu des courses hippiques. En 2009, le royaume d'Arabie Saoudite décide d'investir 500 millions de dollars pour la constitution d'une équipe nationale de saut d'obstacles. Début 2012, en prévision des Jeux olympiques à Londres, le royaume achète des chevaux de saut d'obstacles de classe internationale. 

## Culture
Le cheval est considéré comme respectable en Arabie saoudite, toute maltraitance publique envers cet animal suscite l'indignation. L'accès des femmes à l'équitation est par contre très restreint : elles ne peuvent pratiquer ce sport que dans l'enceinte d'un centre équestre. En septembre 2014, une femme défie cette loi en montant dans la banlieue de La Mecque. Bien qu'une cavalière saoudienne ait participé aux Jeux olympiques de la jeunesse à Singapour en 2010, le pays a été épinglé pour non-respect de la charte olympique.
En juin 2013, le Grand mufti Sheikh Abdul Aziz Al-Asheikh dénonce des statues de chevaux du sud de la province de Jizan comme étant idolâtres. Elles sont alors enlevées ou détruites.

## Controverses
Comme ses voisins du Moyen-Orient (Dubaï et le Qatar), l'Arabie saoudite fait l'objet de controverses sur la scène équestre internationale en raison d'affaires de dopage. 